# Rachunek sumienia (książka)
Rachunek sumienia – antologia reportaży, wydana przez Krajową Agencję Wydawniczą w  Rzeszowie w 1984 r., w nakładzie 20000 egzemplarzy. Zbiór tekstów nagrodzonych w 1981 i 1982 r. na ogólnopolskim konkursie dziennikarskim im. Franciszka Gila, organizowanym przez rzeszowskie środowisko dziennikarskie i wydawnicze. Pierwszym tomem zawierającym nagrodzone reportaże była publikacja pt. Dziki i ludzie (Krajowa Agencja Wydawnicza Rzeszów,  1982). Reportaże w książce związane są tematycznie z wydarzeniami w Polsce lat 1980–1981.
Wybór i opracowanie: Krystyna Goldbergowa (ISBN 83-03-00727-0)

## Autorzy antologii
- Janusz Klich, Wstęp
- Zbigniew Kosiorowski, Przed pierwszą odwilżą i po...
- Adam Warzocha, Wyraz twarzy
- Krystyna Turzeniecka, "Wojewoda"
- Justyna Woś, Dymisja sołtyski
- Teresa Nowak-Ginalska, Świc
- Jacek Stachiewicz, Oczny
- Michał Ogórek, Próba władzy
- Józef Ambrozowicz, Życie społeczne we wsi Gnojnica Dolna
- Jacek Stachiewicz, Obrazki luzem
- Justyna Woś, Rachunek sumienia
- Janusz Hańderek, "...ładnie wychowaliście syna, towarzyszu Kowalik"